# 44456 Vidal-Madjar
44456 Vidal-Madjar è un asteroide della fascia principale. Scoperto nel 1998, presenta un'orbita caratterizzata da un semiasse maggiore pari a 3,046201 UA e da un'eccentricità di 0,031418, inclinata di 8,339246° rispetto all'eclittica. Ha un diametro di 5,571 km.